# Костандин Ерзнкаци
Костанди́н Ерзнкаци́ (арм. Կոստանդին Երզնկացի, ок. 1250 — между 1314—1328) — армянский поэт. Считается одним из зачинателей любовной лирики в армянской поэзии.

## Жизнь и творчество
Биографические данные крайне скудны. Родился примерно в 1250 году в городе Ерзнка. Образование получил в одном из местных монастырей, предположительно в находящемся недалеко от Ерзнки монастыре Тирашен. Не имел какой-либо церковной степени. Писать стихи начал с 15 лет, еще во время учебы. Исследователи полагают, что, рано сложившись как поэт, Костандин Ерзнкаци ушёл из монастыря и стал вести светскую жизнь. Судя по стихам поэта, жизнь у него была трудной: неразделенная любовь, враги, преследовавшие его. Известно, что уже в 80-х годах XIII века Костандин Ерзнкаци был признанным поэтом: на его смерть Мхитар Ерзнкаци написал плач, который, не датирован. Умер Костандин Ерзнкаци в начале XIV века.
Ерзнкаци приписывают авторство 27 сочинений, которые главным образом автобиографичны. Писал на среднеармянском литературном языке. Самая ранняя из сохранившихся рукописей его стихов датирована 1336 годом. Творчество Ерзнкаци показывает высокую степень развития армянской поэзии раннего периода, К. Ерзнкаци считается одним из выдающихся представителей гуманистической поэзии своего времени. Среди лучших произведений «Очнитесь от грезы сна», «Вот прошла ночь», «Сегодня — яркая весна», «О, ясноликая» и др.. Впервые в армянской поэзии касался не только внешней (телесной) красоты женщины, но и её внутреннего мира и мыслей, воспевал весну, пробуждение жизни и любовь, природу, вино. Известен своими сложными аллегориями. Подвергся гонениям со стороны консервативного духовенства.
Ты — цветок, чьи лепестки горят,

Я вдали вдыхаю аромат.

Но шипы между тобой и мной:

Не сорвать мне розы неземной.

 

Я прошу, царица, об одном —

О свободе быть твоим рабом.

Говорю: возьми к себе в рабы.

Для меня счастливей нет судьбы.

 

Костандин — я раб смиренный твой.

Взгляд ловлю я несравненный твой.

Что же по примеру всех владык

От раба ты отвращаешь лик?